# ينس كرافت
ينس كرافت (بالنرويجية البوكمول: Jens Kraft)‏ هو رياضياتي وفيزيائي وفيلسوف نرويجي، ولد في 1720 في هالدن في النرويج، وتوفي في 18 مارس 1765 في Sorø ‏ في الدنمارك.